# نوونیکولایفکا (داغستان)
نوونیکولایفکا (به لاتین: Novonikolayevka) یک منطقهٔ مسکونی در روسیه است که در داغستان واقع شده‌است.